# Варваринка (Липецкая область)
Варва́ринка — село Лубновского сельсовета Липецкого района Липецкой области.

## География
Село расположено в верховье балки, являющейся южным ответвлением балки Лубна, по дну которой течёт одноимённая река. Исток Лубны отмечен северо-западнее села. В этом районе на правом берегу реки (северо-западное направление от Варваринки) находятся нефтеперекачивающая станция «Лубна» на магистральном нефтепроводе «Дружба» (нефтепровод, таким образом, проходит к северу от населённого пункта), электроподстанция «Сухая Лубна» с подведёнными к ней ЛЭП напряжением до 110 кВ и жилой посёлок при станциях. На левом берегу, на некотором удалении от реки — посёлок Красный Октябрь (располагается строго к северу от села).
К западу от Варваринки, на обоих берегах реки, стоит село Сухая Лубна, центр сельсовета. От него в северо-восточном направлении, через Красный Октябрь, уходит дорога к селу Тележенка, находящемуся, таким образом, северо-восточнее Варваринки. Юго-западнее села на Лебедянском шоссе (автодорога Р205 Липецк—Данков) располагается деревня Яковлевка; затем шоссе проходит через Сухую Лубну далее на север.
Восточнее и южнее населённого пункта отмечено повышение рельефа. К востоку от Варваринки есть высотки 191,3 м и, южнее, 200,4 м, к югу — ещё одна высотой 200,4 м. Наибольшая вершина на этой гряде, 202,8 м, зафиксирована у автотрассы южнее Яковлевки. На возвышенностях есть несколько лесных массивов. Юго-западнее села, у Яковлевки, это лес Вешаловская Дача, ещё один южнее Варваринки (единственная улица села подходит к самой его опушке) и несколько с востока, вдоль дороги на Тюшевку.

## История
Деревня Варварина уже присутствует на Специальной карте Западной части Российской империи Ф. Ф. Шуберта 1832 года издания, где относится к категории населённых пунктов размером от 5 до 20 дворов. По сведениям карты Тамбовской губернии, составленной А. И. Менде и изданной в 1862 году, сельцо Варварино находилось на юге Лебедянского уезда; восточнее и южнее него, за лесом, уже начиналась территория Липецкого уезда. Специальная карта Европейской России И. А. Стрельбицкого, составленная в 1865—1871 годах (лист 59, издан в 1869 году), оценивает размер поселения Варварина в 50 дворов.
Современный вариант названия населённого пункта — Варваринка — впервые зафиксирован на схеме Лебедянского уезда 1914 года, где село отнесено к юрисдикции земского начальника 4-го участка (из 5 участков, на которые делился уезд). Во второй половине 1930-х — начале 1940-х годов в Варваринке было 217 дворов. Кроме того, юго-западнее, у северной опушки леса Вешаловская Дача располагался небольшой населённый пункт Кистенёвец на 16 дворов.

## Население
| 2010 | 2012 |
| ---- | ---- |
| 53   | →53  |

По состоянию на 1990 год село насчитывало около 40 жителей. На 1 января 2002 года в Варваринке проживало, по официальным данным, 38 человек в 30 хозяйствах. Согласно переписи 2002 года, в населённом пункте был зарегистрирован 41 житель, из них 18 мужчин и 23 женщины, 88 % населения составляли русские.
По данным на 1 января 2017 года, в Варваринке проживало 47 человек, из них 25 мужчин и 22 женщины, старше трудоспособного возраста — 23 человека, в трудоспособном возрасте — 22 человека, моложе трудоспособного возраста — 2 человека. В конфессиональном отношении официальные данные администрации сельсовета относят всё население села к православным. Национальный состав населения был следующим:
- русские — 33 человека (70,2 %);
- казахи — 11 человек (23,4 %);
- армяне — 3 человека (6,4 %)[12].

## Улицы
В селе одна улица — Лесная.

## Инфраструктура
- Село обеспечено газо- и водоснабжением[14].
- Православная часовня. Возведена в 2015 году жителями села при спонсорской помощи[12].
- Памятник воинам, погибшим в период Великой Отечественной войны 1941—1945 годов. Установлен в 2015 году жителями села за счёт внебюджетных средств администрации Лубновского сельсовета[12].